# سطوح سنجش
به کمک سطوح سنجش (به انگلیسی: Level of measurement) یا مقیاس‌ها سنجش کیفیت نوعی طبقه‌بندی است که ماهیت اطلاعات را در مقادیر تخصیص یافته به متغیرها توصیف می‌کند. می‌توان واقعیت‌های مورد مطالعه را دقیق‌تر سنجید و همچنین امکان رده‌بندی درونی اجزای یک جامعه آماری را میسر می‌سازند. واحدها یا مقیاس‌های اندازه‌گیری که در سنجش کیفیت‌ها به‌کار می‌روند مانند واحدهای کمی مانند متر، دقیقه، مترمکعب، کیفیت‌ها را در سطوح متفاوت می‌سنجند.  روان‌شناس استنلی اسمیت استیونز شناخته‌شده‌ترین طبقه‌بندی را با چهار سطح یا مقیاس اندازه‌گیری توسعه داد: اسمی، ترتیبی، فاصله و نسبت.

## سطوح مقیاس‌ها
مقیاس‌های سنجش کیفیت‌ها را به سطوح زیر تقسیم‌بندی می‌کنند:
1. مقیاس اسمی (به انگلیسی: Nominal Scale)
2. مقیاس ترتیبی (به انگلیسی: Ordinal Scale)
3. مقیاس فاصله‌ای (به انگلیسی: Interval Scales)
4. مقیاس نسبی (به انگلیسی: Ratio Scales)

## مقیاس‌های اسمی
مقیاس اسمی (Nominal Scale) ساده‌ترین و ابتدایی‌ترین مقیاس برای سنجش کیفیت‌ها است. دسته‌ها ی تقسیمی از لحاظ علامت کوچکتر یا بزرگتر قابل مقایسه نیستند. به وسیله این مقیاس فقط بودن یا نبودن یک صفت سنجیده می‌شود.
خصوصیات
1. امکان تنظیم داده‌ها براساس اولویت وجود ندارد. به صورتی که افراد جامعه آماری صرفاً براساس دارا بودن یا دارا نبودن یک صفت طبقه‌بندی می‌شوند.
2. هر یک از افراد جامعه آماری تنها به یکی از دو گروه تعلق داشته باشد و هیچ‌یک نمی‌تواند در هر دو گروه یا هیچ‌کدام از دو گروه قرار گیرد
3. کل صفت باید در گروه‌ها قابل بررسی باشد نه بخشی از صفت مثلاً در جامعه آماری افراد یک شهر، ثروت را نمی‌توان با این روش ارزیابی کرد.

## مقیاس ترتیبی
مقیاس‌های ترتیبی (Ordinal Scale) اندکی پیشرفته‌تر از مقیاس‌های اسمی هستند.
خصوصیات
1. در این مقیاس در مورد افراد جامعه آماری علاوه بر دارا بودن یا دارا نبودن یک صفت کیفی، شدت و ضعف نسبی مانند کمتر یا بیشتر بودن صفت را نیز بررسی می‌کند.
2. در این مقیاس اعداد منسوب به مقولات امکان تنظیم داده‌ها را با تعیین اولویت‌ها و ترتیب‌ها فراهم می‌کنند.
3. اصل بر تمایز و غیر معادل بودن صفت‌ها و رده‌بندی براساس اولویت و ترتیب است (برخلاف مقیاس‌های اسمی که ویژگی اصلی آن‌ها هم‌ارزش بودن مقوله‌هاست)

## مقیاس‌های فاصله‌ای
مقیاس فاصله‌ای (Interval Scale)، مقیاسی با درجات مساوی است مانند دماسنج.
خصوصیات
1. امکان رده‌بندی افراد جامه آماری در دو جهت (از پایین به بالا و از بالا به پائین) وجود دارد
2. به علت مساوی بودن درجات مقایسه داده‌ها امکان‌پذیر است.
3. در مقیاس فاصله‌ای علاوه بر دارا بودن یا دارا نبودن یک صفت و شدت و ضعف آن در افراد جامعه آماری، می‌توان میزان بیشتر یا کمتر بودن یک صفت را بین افراد سنجید.

## مقیاس‌های نسبی
مقیاس‌های نسبی (Ratio Scale) را می‌توان در واقع گونه‌ای از مقیاس‌های فاصله‌ای دانست. تنها تفاوت آن با مقیاس فاصله‌ای این است که مقیاس نسبی دارای نقطه صفر واقعی می‌باشد. مبدأ سنجش، یک مبدأ واقعی یا به اصطلاح معمول «صفر مطلق» است؛ برای مثال در سنجش جمعیت یک روستا یا سن و درآمد افراد، مبدأ سنجش صفر واقعی خواهد بود